# Fouloul
Dans le monde arabe qui suit le printemps arabe, un fouloul est un partisan des anciennes dictatures. Ils se recrutent en partie dans les partis uniques des anciens régimes.

## Sources
- AFP, « Présidentielle égyptienne : pas de consigne de vote d'Amr Moussa et Aboul Foutouh », Le Point, 28 mai 2012.
- Alain Gresh, « Égypte, l'armée et le peuple unis ? », blog « Nouvelles d'Orient », Le Monde diplomatique, 3 juillet 2013.